# Khoma Chhu
Der Khoma Chhu, alternative Schreibweise: Koma Chhu, ist ein etwa 55 km langer linker Nebenfluss des Kuri Chhu im Nordosten von Bhutan.

## Flusslauf
Der Khoma Chhu entspringt im Himalaya auf einer Höhe von etwa 4270 m an der Südflanke der Garula-Kang-Gruppe im Nordosten von Bhutan. Der Khoma Chhu fließt anfangs etwa 15 Kilometer nach Westen und wendet sich anschließend in Richtung Südsüdwest. Er durchquert dabei das Bergland im Distrikt Lhuntse. Auf den letzten knapp 10 Kilometern wendet sich der Fluss nach Westen, passiert die Ortschaft Khoma und mündet auf einer Höhe von etwa 1180 m 2 km östlich des Lhuntse Dzong in den von Nordwesten heranfließenden Kuri Chhu. Ein parallel verlaufender Gebirgszug östlich des Mittellaufs trennt das Einzugsgebiet des Khoma Chhu von dem des Kholong Chhu. Der Khoma Chhu entwässert ein Areal von etwa 660 km². Am Oberlauf des Khoma Chhu befindet sich das Wildschutzgebiet Bumdeling. Es gibt Pläne, die Wasserkraft des Flusses zur Energiegewinnung zu nutzen.

## Fußweg von Khoma nach Singye Dzong
Von Khoma führt ein touristischer Fußweg entlang dem Flusslauf nach Singye Dzong (⊙). In der Quellregion des Khoma Chhu zweigt ein Seitental nach Westen zu dem 4482 m hoch gelegenen Kleinkloster Singye Dzong ab. Daneben befindet sich ein weiteres Kleinkloster, Gawa Dzong. Für die Strecke benötigt man gewöhnlich 3 Tage. Es gibt nur einfache Unterkünfte entlang der Wegstrecke.